# Schlesiske krige
|  | Denne artikel omhandler de schlesiske krige, ikke at forveksles med de slesvigske krige. |
De schlesiske krige (Schlesische Kriege) er de tre krige, som Frederik 2. af Preussen 1740—63 førte imod kejserinde Maria Theresia af Østrig og hendes forbundsfæller om Schlesien, som indtil da havde været underlagt de østrigske habsburgere. Krigene endte med, at Frederik 2.s erobring af Schlesien blev stadfæstet, og området blev indlemmet i Preussen.
De Schlesiske krige blev indledt med den Første schlesiske krig (1740 og 1742), hvor Frederik den 2. erobrede størstedelen af den østrigske provins Schlesien. Ved den Anden schlesiske krig (1744-1745) angreb Frederik 2. atter for at erobre de resterende af Maria Theresias besiddelser i Schlesien, uden dog at opnå ændring i status quo. Preussens deltagelse i Syvårskrigen (1756–1763) kaldes i Tyskland Tredje Schlesiske krig.